# Andraé Crouch
Andraé Edward Crouch (São Francisco, 1 de julho de 1942 — Northridge, 8 de janeiro de 2015) foi um cantor norte-americano de gospel, considerado o pai da chamada música cristã contemporânea. Também foi produtor, compositor e arranjador.

## Biografia

### Infância
Andraé e sua irmã gêmea Sandra nasceram na cidade de São Francisco, na Califórnia, em 1 de julho de 1942. Seu pai foi pastor da Igreja de Deus em Cristo, local onde deu os primeiros passos na música gospel, tocando piano e cantando, antes mesmo de completar dez anos de idade.

### Carreira
Seu primeiro grupo foi o COGICS (Church of God in Christ Singers) em 1960. Fazia também parte do grupo Billy Preston, que posteriormente tocaria para os Beatles e Eric Clapton. Os COGICS foram o primeiro grupo a gravar a canção "The Blood".
Crouch fundou os Disciples em 1968, com Sherman Andrus, Perry Morgan, Reuben Fernandez and Bili Thedford. O grupo tornou-se uma atração frequente sob a promoção de Audrey Meier. Meier apresentou Crouch a Tim Spencer, da Manna Music Publishing, que publicou pela primeira vez uma música de sua autoria ("The Blood Will Never Lose Its Power", escrita por Andraé aos 15 anos e jogada no lixo por achá-la imprestável, tendo sido salva por sua irmã Sandra).
A seguir, Spencer o ajudou a investir na carreira musical apresentando o grupo ao fundador da Light Records, Ralph Carmichael.
Com o apoio de Carmichael, Crouch iniciou as gravações de suas canções em 1969 com o álbum de estreia Take the Message Everywhere lançado em 1970. Sherman Andrus e Reuben Fernandez foram substituídos por Sandra Crouch no mesmo ano. Em 1972, a cantora Danniebelle Hall, o trompetista Fletch Wiley e o baterista Bill Maxwell se juntaram aos Disciples. Em 1972, os Disciples fizeram uma aparição em rede nacional no programa The Tonight Show Starring Johnny Carson. Em 1985 eles também se apresentaram no Hollywood Bowl e no Carnegie Hall e fizeram turnês em 68 diferentes países. Algumas das canções mais populares desse período foram "The Blood Will Never Lose Its Power", "Through It All", "Bless His Holy Name" e "My Tribute". O estilo contemporêneo de suas canções foram além da base afro-americana tradicional e alcançou audiências de diversas origens e nacionalidades. O grupo The Disciples desfez-se em 1981, mas Andraé continuou com alguns cantores que o acompanhavam desde o início da carreira. Inúmeras adaptações e versões de suas canções, inclusive em outros idiomas, começaram a aparecer e ganhar espaço no cenário da música gospel, tornando-o um nome ainda mais influente nesse meio.
Em 2006, ele lançou Mighty Wind, um álbum comemorativo de seus 40 anos de carreira, com várias participações especiais: Marvin Winans, Crystal Lewis, Karen Clark Sheard, e Lauren Evans participam no álbum. Ele também é um amigo próximo da cantora sueca Carola Häggkvist.

#### Discografia
Álbuns
- The COGICS (Light,1966)
- Take the Message Everywhere (Light,1970)
- Keep on Singin' (Light, 1971)
- Soulfully (Light,1972)
- Just Andraé (Light, 1973)
- Live at Carnegie Hall (Light,1973)
- Take Me Back (Light, 1975)
- This Is Another Day (Light, 1976)
- Live in London (Light, 1978)
- I'll Be Thinking of You (Light, 1979)
- Finally (Light,1980)
- Don't Give Up (Warner Bros., 1981)
- No Time to Lose (Warner Bros., 1984)
- Autograph (Light,1986)
- Mercy (Qwest, 1994)
- Pray (Quest, 1997)
- Gift of Christmas (Quest, 1998)
- Mighty Wind (Verity, 2006)

Compilações
- Hall of Fame (CGI/Platinum, 1999)
- Legends Of Gospel (Light, 2002)
- He's Everywhere (Liquid 8, 2004)

### Outros trabalhos
Crouch posteriormente trabalhou como produtor e arranjador com vários músicos, tais como: Michael Jackson, Madonna, Quincy Jones, Diana Ross, Elton John and Rick Astley. Crouch contribuiu na composição da música-título do preimado álbum de 2003 Throne Room, de CeCe Winans.
É creditado também em filmes como Once Upon a Forest, The Color Purple, The Lion King, and Free Willy. Sua voz também apareceu na televisão interpretando Dr. Seuss's Yertle the Turtle.
Também merece menção sua performance da música Maybe God's Trying to Tell You Something, de The Color Purple (com participação de Tata Vega), e o tema para a sitcom da NBC Amen. Em 1998, Crouch interpretou a si mesmo em um episódio de Cousin Skeeter, série da Nickelodeon.

### Prêmios e homenagens
Andraé Crouch recebeu inúmeros prêmios e homenagens durante sua carreia, incluindo oito Grammys, quatro prêmios Dove, além de prêmios da ASCAP, da Billboard e do NAACP. Em 2004, ele se tornou um dos três únicos representantes da música gospel homenageados com uma estrela na Calçada da Fama de Hollywood, sendo o único ainda vivo.
GMA Dove Awards
- Soul/Black gospel album
  - 1977 - This is another day; Andrae Crouch and The Disciples; Bill Maxwell; Light
  - 1978 - Live in London; Andrae Crouch and The Disciples; Bill Maxwell, Andrae Crouch, Light
- Contemporary gospel album of the year
  - 1985 - No Time To Lose; Andrae Crouch; Bill Maxwell; Light
  - 1998 - PRAY; Andrae Crouch; Andrae Crouch, Scott V. Smith; Qwest/Warner Bros.
- Traditional gospel album of the year
  - 1993 - With all of my heart; Sandra Crouch and Friends; Sandra Crouch, Andrae Crouch; Sparrow
- Contemporary gospel recorded song of the year
  - 1997 - "Take me back"; Tribute—The Songs of Andrae Crouch; CeCe Winans; Andrae Crouch; Warner Alliance

Grammy Awards
- Best Soul Gospel Performance, Contemporary
  - 1979 - "I'll Be Thinking Of You"
  - 1981 - "Don't Give Up"
- Best Gospel Performance, Contemporary Or Inspirational
  - 1980 - "The Lord's Prayer"
- Best Soul Gospel Performance, Male
  - 1984 - "Always Remember"
- Best Pop/Contemporary Gospel Album
  - 1994 - Mercy

Outras indicações e homenagens
- Indicado ao GMA Gospel Music Hall of Fame em 1998.
- Indicado ao Oscar de melhor trilha sonora por The Color Purple.

### Vida pessoal
Em um curto espaço de tempo (entre 1993 e 1994), morreram seu pai, sua mãe e seu irmão mais velho. Após a morte seu pai, Chrouch assumiu seu lugar como líder pastoral da Igreja de Deus em Cristo em Pacoima, a igreja fundada por seus pais. Ele ministra junto com sua irmã Sandra Crouch.
É primo do crítico musical Stanley Crouch.

## Influência musical
Apesar de muitos o criticarem por introduzir estilos contemporâneos na divulgação musical da mensagem cristã, suas canções tornaram-se hinos populares em várias igrejas por todo o mundo. Andraé Crouch foi uma figura-chave no movimento Jesus Music dos anos 1960 e 70 (precursor do Jesus Movement). Suas canções religiosas foram gravadas por Elvis Presley e Paul Simon e cantadas em muitos templos.
Creditado como um dos responsáveis por revolucionar o som da música cristã contemporânea, foi um dos primeiros artistas de afro-americanos na música gospel a alcançar o mainstream. Em 1996, as suas canções foram o grande destaque do álbum vencedor do Grammy Award, Tribute: The Songs of Andraé Crouch (lançado pela Warner Bros. Records), trabalho que contou com a participação de vários artistas, tais como BeBe, CeCe Winans e Michael W. Smith, além do Brooklyn Tabernacle Choir e do sexteto Take 6.

## Parceria com Michael Jackson
Andraé e sua irmã, Sandra, consideravam Michael Jackson um querido amigo há anos, e sua relação com ele era de amor e respeito. Andraé participou das principais canções gospel de Jackson. Em 1987 o Andraé Crouch fez o backing vocal junto com Siedah Garrett, Glen Ballard, e The Winans para o single de grande sucesso Man in the Mirror do álbum "Bad". Ele também aparece nas canções "Keep the Faith" e "Will You Be There", do álbum Dangerous de 1991. Andraé e Sandra também fizeram o arranjo para coro nas músicas. No álbum de 1995 HIStory, o coral de Andraé Crouch, dá apoio a Jackson na dramática Earth Song. A parceria se repete em 1997, em Morphine do álbum Blood On The Dance Floor, e em 2001 na faixa Speechless do álbum Invincible, último álbum de Michael Jackson lançado em vida. O coral de Andraé Crouch abriu a cerimônia do velório público de Michael Jackson no dia sete de julho de 2009, cantando a canção 'Soon and very soon' We are going to see the King, no exato momento em que o caixão de ouro onde estava Rei do Pop chegou ao local.
Em um tempo não muito antes da morte de Michael Jackson, Andraé e Sandra se reuniram com ele para discutir a fundo a gravação com seu coral para várias canções para o que era para ser seu próximo álbum. Como era típico durante a sua criação, sessões musicais com Michael, eles iriam cantar e orar juntos.